# تيرتا جانجا
تيرتا جانجا هو قصر ملكي سابق يقع في شرق بالي،إندونيسيا.تم بناء القصر في 1946 وتدمر جزء كبير منه في ثوران بركان 1963.